# 出羽丘陵広域農道
出羽丘陵広域農道（でわきゅうりょうこういきのうどう）は、秋田県秋田市から秋田県湯沢市を結ぶ、広域の農免道路である。愛称は、出羽グリーンロードである。

## 概要
秋田市河辺神内の大仙市との境界に近い国道13号より分岐したところに入口があり、秋田県道311号羽後雄勝線を経由して湯沢市山田上の宿に至る。当道路は多数の勾配があるものの、信号が少なく、秋田県南部と秋田市を山間部のみを縫って直結し、国道13号・秋田自動車道 - 東北中央自動車道の抜け道で使われ、本来の農道よりも長距離や中距離の車、とくに県外ナンバー車の通行が多い。沿道の秋田空港および秋田県立中央公園、強首温泉、大仙市南外、横手市大森町、雄勝郡羽後町へのアクセス路としても利用される。

### 路線データ
- 総延長：約55.9 km
  - 起点：秋田市河辺神内字タラメキ（国道13号交点）
  - 終点：湯沢市山田上の宿 （秋田県道311号羽後雄勝線・上の宿交点）
  - 通行不能区間：特になし。ただし、山間部のため災害等により道路決壊した場合は通行できない区間がある。
  - 冬季閉鎖区間：積雪の状況により、一部区間除雪ができない。

## 重複区間
- 国道341号：大仙市協和下淀川字土渕地内
- 秋田県道149号土渕杉山田線：大仙市協和下淀川字土渕 - 大仙市杉山田
- 秋田県道10号本荘西仙北角館線：大仙市杉山田 - 大仙市大沢郷宿字宿
- 秋田県道315号西仙北南外線：大仙市円行寺 - 大仙市南外大和野（国道105号交点）
- 国道105号：大仙市南外（県道315号交点） - 大仙市南外（県道30号交点、南外交差点）
- 秋田県道30号神岡南外東由利線：大仙市南外（南外交差点、国道105号交点） - 大仙市南外（湯ノ神温泉入口、県道265号交点）
- 秋田県道265号湯の又前田線：大仙市南外 - 大仙市南外外小友
- 秋田県道29号横手大森大内線：横手市大森町上溝 - 横手市大森町上溝字末野
- 秋田県道164号二井山大森線：横手市大森町上溝 - 横手市雄物川町二井山（ほぼ全線）
- 秋田県道48号横手東由利線：横手市雄物川町二井山地内
- 国道398号：雄勝郡羽後町西新成 - 雄勝郡羽後町南西馬音内
- 秋田県道311号羽後雄勝線：雄勝郡羽後町南西馬音内 - 湯沢市山田上の宿（グリーンロード終点）

## 地理

### 通過する自治体
- 秋田市 - 大仙市 - 横手市 - 雄勝郡羽後町 - 湯沢市

### 交差する道路
- 国道13号（起点）：秋田市河辺神内字タラメキ
- 秋田県道319号雄和協和線：秋田市雄和平尾鳥字善知鳥
- 秋田県道326号秋田空港東線：秋田市雄和平尾鳥字善知鳥
- 国道341号：大仙市協和下淀川字土渕地内（重複区間）
- 秋田県道149号土淵杉山田線：大仙市協和下淀川字土渕（重複区間）
- 秋田県道149号土淵杉山田線・秋田県道10号本荘西仙北角館線：大仙市杉山田（重複区間内）
- 秋田県道10号本荘西仙北角館線：大仙市強首
- 国道105号・秋田県道315号西仙北南外線：大仙市南外（国道105号交点）
- 国道105号・秋田県道30号神岡南外東由利線：（南外交差点、国道105号交点）
- 秋田県道30号神岡南外東由利線・秋田県道265号湯の又前田線：同上道路交点（左道路起点）
- 秋田県道265号湯の又前田線：大仙市南外外小友
- 秋田県道29号横手大森大内線：横手市大森町上溝（JA前）
- 秋田県道29号横手大森大内線、秋田県道164号二井山大森線：横手市大森町上溝字末野
- 秋田県道164号二井山大森線・秋田県道48号横手東由利線：横手市雄物川町二井山（左路線交点）
- 秋田県道48号横手東由利線：横手市雄物川町二井山（二井山トンネル前、通行止め直前角地）
- 国道107号：横手市雄物川町大沢
- 国道398号：雄勝郡羽後町堀内
- 国道398号：雄勝郡羽後町西新成
- 国道398号・秋田県道57号十文字羽後鳥海線・秋田県道311号羽後雄勝線：雄勝郡羽後町南西馬音内
- 秋田県道278号雄勝湯沢線：湯沢市上仁井田